# Uomo
«Uomo» (с итал. — «Мужчина») — песня, записанная итальянской певицей Миной. Она была написана Энрико Риккарди на слова Луиджи Альбертелли.
Песня была выпущена в качестве сингла в ноябре 1971 года, поднявшись до третьей строчки в чарте. Би-сайдом стала песня «La mente torna», написанная Моголом и Лучо Баттисти. Тем не менее, песни не вошли ни в один студийный альбом, а были представлены на сборнике Del mio meglio n. 2 1973 года.
Существуют также переведенные на испанский язык и спетые Миной версии обеих песен, первоначально включенные в альбом, предназначенный только для латинского рынка Amor mio (Mina canta en Español): «Yo qué puedo hacer» («Uomo», адаптированный текст Хулио Сезар) и «La mente cambia» («La mente torna», текст А. Белграно).
Обе песни были исполнены Миной во время весеннего сезона телепрограммы «Teatro 10» 1972 года.

## Список композиций
7"-сингл
A. «Uomo» — 3:55
B. «La mente torna» — 4:26

## Чарты
| Чарт (1971)              | Высшая позиция |
| ------------------------ | -------------- |
| Италия (Musica e dischi) | 3              |

| Чарт (1971)              | Высшая позиция |
| ------------------------ | -------------- |
| Италия (Musica e dischi) | 16             |